# 1882年ウィンブルドン選手権
1882年に行われた、第6回 ウィンブルドン選手権（だい6かいウィンブルドンせんしゅけん）に関する記事。イギリス・ロンドン郊外にある「オールイングランド・ローンテニス・アンド・クローケー・クラブ」にて開催。

## 大会の流れ
- 1878年の第2回大会から「チャレンジ・ラウンド」（Challenge Round, 挑戦者決定戦）と「オールカマーズ・ファイナル」（All-Comers Final）で優勝を決定する方式になった。大会前年度優勝者を除く選手は「チャレンジ・ラウンド」に出場し、前年度優勝者への挑戦権を争う。前年度優勝者は、無条件で「オールカマーズ・ファイナル」に出場できる。チャレンジ・ラウンドの勝者と前年度優勝者による「オールカマーズ・ファイナル」で、当年度の選手権優勝者を決定した。
- 1879年から男子ダブルス競技が始まったが、1883年まではオックスフォードで実施された。男子ダブルスがオールイングランド・クラブで実施され、正式な優勝記録表に掲載されるのは1884年以後になる。

## 大会前年度優勝者
1881年優勝者、ウィリアム・レンショー

## チャレンジラウンド

### 準々決勝
- アーネスト・レンショー vs. ハンフリー・バークレー　6-5, 6-1, 6-4
- ハーバート・ローフォード vs. ハーバート・ウィルバーフォース　6-2, 6-5, 6-5
- リチャード・リチャードソン vs. オトウェー・ウッドハウス　6-1, 6-0, 6-2
- フランク・ベンソン　試合なし → 準決勝へ

### 準決勝
- アーネスト・レンショー vs. ハーバート・ローフォード　6-4, 4-6, 6-2, 3-6, 6-0
- リチャード・リチャードソン vs. フランク・ベンソン　6-1, 6-2, 6-1

### 決勝
- アーネスト・レンショー vs. リチャード・リチャードソン　6-5, 6-3, 2-6, 6-3

## オールカマーズ決勝
- ウィリアム・レンショー vs. アーネスト・レンショー　6-1, 2-6, 4-6, 6-2, 6-2　（W・レンショーが本大会の優勝者になる。大会2連覇）

## 男子ダブルス決勝
- ジョン・ハートリー＆リチャード・リチャードソン vs. C・ラッセル＆J・ホーン　6-2, 6-1, 6-0

オックスフォード開催の第4回男子ダブルスは、決勝戦が最大5セット・マッチで行われ、セットカウント 3-0 でハートリー＆リチャードソン組が優勝した。